# Glossanodon semifasciatus
Cá quế lạc hay còn gọi là cá quế (Danh pháp khoa học: Glossanodon semifasciatus) là một loài cá biển trong họ Argentinidae thuộc bộ cá ốt me biển Argentiniformes. Chúng còn được gọi là cá quế biển sâu như tên tiếng Anh của nó là Deep-sea smelt. Tên gọi cá quế lạc được gọi theo tên của fishbase và đây là loài cá có ở Việt Nam. Chúng sống ở độ sâu từ 70 tới 430m so với mặt nước biển.